# 劫命救護
是一部2022年美國動作驚悚片，由麥可·貝執導兼製片，克里斯·費達克（Chris Fedak）編寫劇本，改編自勞里斯·蒙克-彼得森的2005年丹麥電影《亡命救護車》。講述由傑克·葛倫霍和葉海亞·阿巴杜-馬汀二世飾演的兩名銀行搶匪劫持一輛救護車逃跑，然而車上還有一名女醫護人員（艾莎·岡薩雷飾演）及危急的患者，導致狀況變得一發不可收拾。
該項目於2015年8月首次對外宣布，菲利普·諾斯當時被聘來擔任導演。2017年，他被納沃特·帕普莎多和亞倫·凱薛勒斯取代；貝於2020年取代他們成為導演，葛倫霍和阿巴杜-馬汀二世簽約主演。主要拍攝2021年1月在洛杉磯進行，3月結束。該片2022年4月8日於美國上映。

## 劇情
退伍美軍威爾·夏普急需妻子高達23.1萬美元的癌症手術費，走投無路之下去向自己久未聯繫的繼兄丹尼借錢，但身為職業銀行搶匪的丹尼拜託威爾參與他即將進行的洛杉磯市中心聯邦銀行的搶劫計劃，承諾威爾只要幫忙則會將所需金額分給他。猶豫不決的威爾為了妻子而勉強答應，跟隨丹尼以及他招攬的一群職業罪犯迅速攻佔整間銀行、劫持員工、將保險庫及所有財物洗劫一空。然而，一名年輕警察查克因打算約一名心儀的銀行女員工而不請自來，直接打亂一行人的安排，丹尼僅能開門讓他進銀行後將查克挾持。而查克在外等待的搭檔馬克察覺到搶劫發生後，與在外等待的丹尼同夥發生交火。而一群埋伏在外數小時的特別調查組（SIS）探員，因長期追蹤丹尼同夥而提前得知劫案進行，在警匪交火時集體一湧而上，最後除了分頭逃跑的丹尼和威爾以外，剩餘劫匪全部被警方殲滅。
丹尼和威爾帶著1600萬美元逃跑至地下車庫，查克趁機奪槍反抗卻被驚慌的威爾開槍擊中腿部。當兩人棄他逃跑時，負傷的查克被趕到現場的救護車載上去，並由急救人員凱姆·湯普森進行緊急救治。然而無路可逃的丹尼和威爾順勢劫持凱姆和查克所在的救護車，越過警方封鎖線逃離現場，後來趕到車庫的眾警察找到被扔下的救護車司機而得知劫匪劫走救護車。特別調查組隊長門羅趕到現場指揮圍捕，派遣大量警用直升機及警車佈下天羅地網。丹尼靠車中的凱姆及情況危急的查克作為人質，但意識到遲早會被追上而不得已求助自己亡父生前的合作夥伴、本地墨西哥黑幫老大老爹，承諾若協助他們支開警察則會分他們一半現金。丹尼和威爾只能駕車在洛杉磯各個大街小巷中亂竄，盡全力擺脫警察追捕，靜待老爹一行人安排好逃生佈局，同時命令車後的凱姆必須盡全力保證查克活到最後。
聯邦調查局探員安森·克拉克身為丹尼的大學同學，同時長期追蹤丹尼的罪案而參與追逐行動，屢次聯繫上丹尼希望就此收手卻都被無視。與此同時，救護車中的查克因腹部中的第二槍而血流不止，未能盡早察覺的凱姆陷入巨大困境，只能聯繫自己的舊同事及專業醫生遠程指導，在救護車中動危險手術。即將在經驗不足及取出子彈時導致查克脾脏破裂的艱難情況，凱姆仍順利完成手術救下查克一命。然而監視當中的門羅未知手術成功，認為警察人質已死而向所有追捕中的警察下達追殺命令，安森透過未被發現的查克手機暗中聯繫上凱姆，希望她能趴下而躲避警方的狙擊，但凱姆通報查克倖存的事情，同時上前警告丹尼和威爾而讓他們躲過狙殺。門羅獲知查克倖存而變更行動，準備在一條十字路口安排好包圍救護車的路障。而丹尼開始失去耐性而意圖殺死人質，直到被威爾奮力制止。
經過在洛杉磯河的一番追逐後，威爾冒險開救護車逆向行駛，才甩掉身後緊跟的警車後開至指定的高架橋下。而老爹一行人也準備就緒，分別開出幾輛當作誘餌的救護車，由老爹之子羅伯托駕駛其中一輛安裝C4炸藥的救護車駛向警察路障，引發爆炸後再送出一輛安裝自動加特林機槍的機關車，殺死門羅在內的數名警察。為救搭檔而參與行動的馬克注意到逃跑中的羅伯托而追上去，乃至自衛槍斃羅伯托，導致觀看新聞直播的老爹因兒子被殺而陷入狂怒。威爾和丹尼靠救護車上噴漆混淆視野而僥倖逃過警方圍捕，抵達老爹的藏身處後付錢交差，但老爹執意要扣下作為證人的凱姆和查克。在兩方互不謙讓之下，丹尼和威爾被迫聯手殺光老爹一行人後逃回救護車，但車中的凱姆照清醒的查克指示，舉起他的警用配槍對著車門作為自衛手段，但開槍最終不巧擊中回車上的威爾。
隨著威爾中槍性命不保，丹尼開救護車離開藏身處直奔洛杉磯醫院挽救自己的兄弟，最終在門口被警方及調查組團團包圍。丹尼此時發現是凱姆槍傷威爾，憤怒之下威脅挾持著她走出車門同歸於盡。威爾為了拯救凱姆而無從選擇對丹尼開槍，兩兄弟雙雙被警察按倒在地，丹尼臨死之際向威爾致歉，而威爾經過凱姆的搶救後、在警方戒護之下送醫靜養。凱姆同時向馬克等眾警察澄清威爾救過她與查克。當威爾的妻子艾米帶著孩子趕到現場時，凱姆偷偷為她留下威爾先前塞給自己的一團現金作為手術費。而查克平安清醒後，即使記得威爾槍傷過自己，但最終向同仁表示威爾救過他的命。

## 演員
- 傑克·葛倫霍飾演丹尼·夏普（Danny Sharp）
- 葉海亞·阿巴杜-馬汀二世飾演威廉·「威爾」·夏普（William "Will" Sharp）
- 艾莎·岡薩雷飾演凱蜜拉·「凱姆」·湯普森（EMT Camille "Cam" Thompson）
- 蓋瑞特·狄拉漢特飾演門羅隊長（Capt. Monroe）
- 吉爾·奧唐奈飾演安森·克拉克探員（FBI Agent Anson Clark）
- 傑克森·懷特（Jackson White）飾演查克（Officer Zach）
- 奧莉維亞·斯坦博利亞（Olivia Stambouliah）飾演達茲吉格警督（Lt. Dhazghig）
- 摩西·英格拉姆（英语：Moses Ingram）飾演艾米·夏普（Amy Sharp）
- 塞德里克·桑德斯（Cedric Sanders）飾演馬克（Officer Mark）
- A·馬丁尼茲（英语：A Martinez）飾演老爹（Papi）
- 威爾·弗拉林飾演卡斯特羅（Castro）
- 傑西·賈西亞（英语：Jesse Garcia）飾演羅伯托（Roberto）
- 維克多·戈爾卡伊（英语：Victor Gojcaj）飾演維克多（Victor）
- 雷米·阿德萊克（Remi Adeleke）飾演韋德（Wade）
- 柯林·伍德爾飾演史考特（EMT Scott）
- 潔西卡·卡普肖飾演羅茜·松頓（Rosie Thornton）

## 製作

### 發展
2015年8月28日，據《好萊塢報導》宣布，菲利普·諾斯將執導驚悚片《劫命救護》，該片由編劇克里斯·費達克（Chris Fedak）改編自勞里斯·蒙克-彼得森的2005年丹麥電影《亡命救護車》。兩年後，Deadline Hollywood報導納沃特·帕普莎多和亞倫·凱薛勒斯接替諾斯執導電影。但該項目遲遲未投入製作。2020年11月11日，製作將重啟，麥可·貝接手擔任導演；該片為「以角色凌駕的項目」，將結合1994年電影《捍衛戰警》和1995年電影《絕地戰警》中的元素，一甩貝的「標準如爆炸般的推展」。
該片由奋进公司投資，新共和影業（New Republic Pictures）及X項目娛樂（Project X Entertainment）共同製作，劇情講述一對銀行大盜挾持一輛救護車與車上的女醫護人員而陷入兩難。環球影業於2020年12月取得發行權。

### 選角

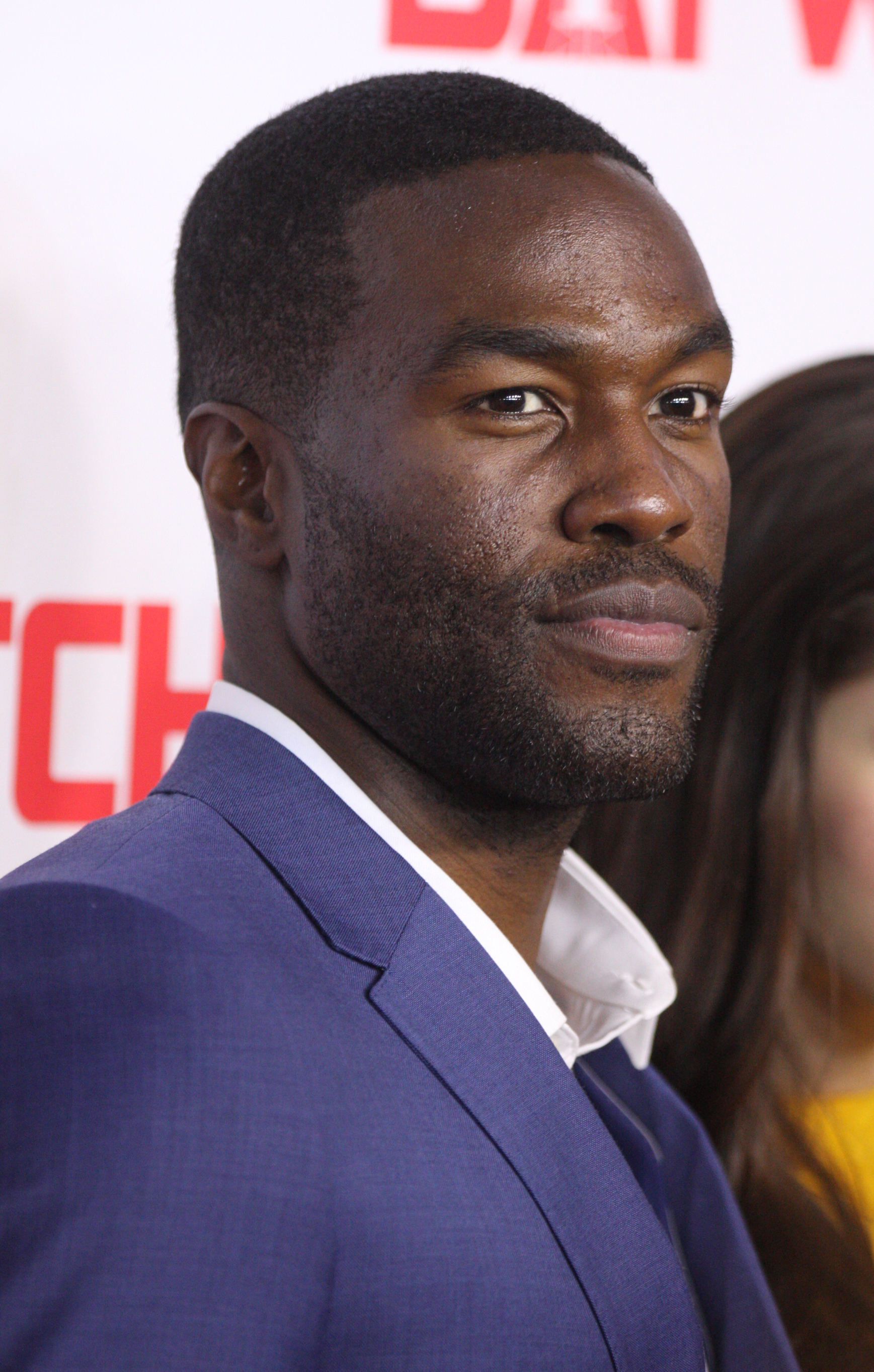
葉海亞·阿巴杜-馬汀二世於2020年12月成為取代狄倫·歐布萊恩演出的人選。

演員傑克·葛倫霍和狄倫·歐布萊恩最早與片方洽談飾演兩位男主角，艾莎·岡薩雷有望飾演女醫護人員。2020年12月11日，葉海亞·阿巴杜-馬汀二世接替因行程衝突而退出的歐布萊恩，與葛倫霍共同主演電影。三天後，岡薩雷確認參演。2021年1月21日，蓋瑞特·狄拉漢特、A·馬丁尼茲、吉爾·奧唐奈與摩西·英格拉姆加入演出陣容。2月，據報導，威爾·弗拉林、塞德里克·桑德斯（Cedric Sanders）、傑克森·懷特（Jackson White）、柯林·伍德爾、奧莉維亞·斯坦博利亞（Olivia Stambouliah）、傑西·賈西亞、維克多·戈爾卡伊及雷米·阿德萊克（Remi Adeleke）簽約出演。

### 拍攝
電影於2021年1月在洛杉磯開始主要拍攝。岡薩雷在拍片時，為了她的角色設定並遵循COVID-19疫情引起的安全規程，如全程戴上口罩。2月3日，岡薩雷被外界發現與貝在洛杉磯市中心接受指導。月末，貝在Instagram上分享了他的攝影台車與一輛救護車相關的爆炸特技。3月，葛倫霍在片場拍攝了涉及槍戰及搭乘直昇機參與的追逐戲。拍攝了三個月後，斯坦博利亞對外證實拍攝已於2021年3月18日殺青。

## 發行
《劫命救護》由環球影業定於2022年4月8日美國院線上映。此前美國檔期為2022年2月18日。本片在美國上映後的45天後上線孔雀。

## 評價
匯總媒體爛番茄根據248條評論打出68%的“新鮮度”，平均得分5.8/10，創下麥可·貝在該網站的最好成績，也是繼1996年《絕地任務》後第二部獲得“新鮮”評價的作品。網站共識寫道：“《劫命救護》以最快車速及警笛聲前去救援急需麥可·貝動作驚悚片的觀眾”。Metacritic根據55條評論打出55/100的平均分，表示“褒貶不一或口碑平平”。影院評分觀眾票選得分“A–”（評級範圍從A+到F），PostTrak評選得分77%，觀眾推薦度61%。

## 外部連結
- 互联网电影数据库（IMDb）上《劫命救護》的资料（英文）
- 1905电影网上《劫命救護》的资料（简体中文）
- 豆瓣电影上《劫命救護》的資料 （简体中文）